# Дворец культуры железнодорожников имени А. С. Пушкина
Дворец культуры железнодорожников им. А. С. Пушкина (Пушкинский народный дом) — концертный зал в Самаре на улице Льва Толстого, 94.
Решение о строительстве Народного дома с театральным залом на 600 мест по проекту архитектора Филарета Засухина на средства Попечительства о народной трезвости и владельца Жигулёвского пивоваренного завода Альфреда фон Вакано было принято в 1898 году. Гласный городской думы А. А. Смирнов предложил присвоить дому имя Александра Пушкина. В 1903 году состоялось торжественное открытие. В здании было предусмотрено два зрительных зала (большой — на 735 мест), помещения для кружков, библиотека и чайная.
Спустя несколько месяцев после завершения строительства на балконе «пушкинского дома» был установлен гипсовый бюст поэта работы художника-самоучки Вадима Рейтлингера. Во время реконструкции 1926 года бюст убрали, он вернулся на место только в 1999 году, к 200-летию со дня рождения поэта.
В советское время Народный дом был переименован в Клуб имени революции 1905 года.
В 1983—1987 здание перестраивалось по проекту Михаила Макридина и Сергея Мишина.